# Kiefernnadelrost
Der Kiefernnadelrost (Coleosporium tussilaginis), auch Föhrennadelrost, ist ein zur Ordnung der Rostpilze (Uredinales) zählender, wirtswechselnder, pflanzenpathogener Pilz. Das Art-Epitheton tussilaginis bezieht sich auf die Wirtspflanze Huflattich (Tussilago farfara).

## Merkmale und Lebenszyklus

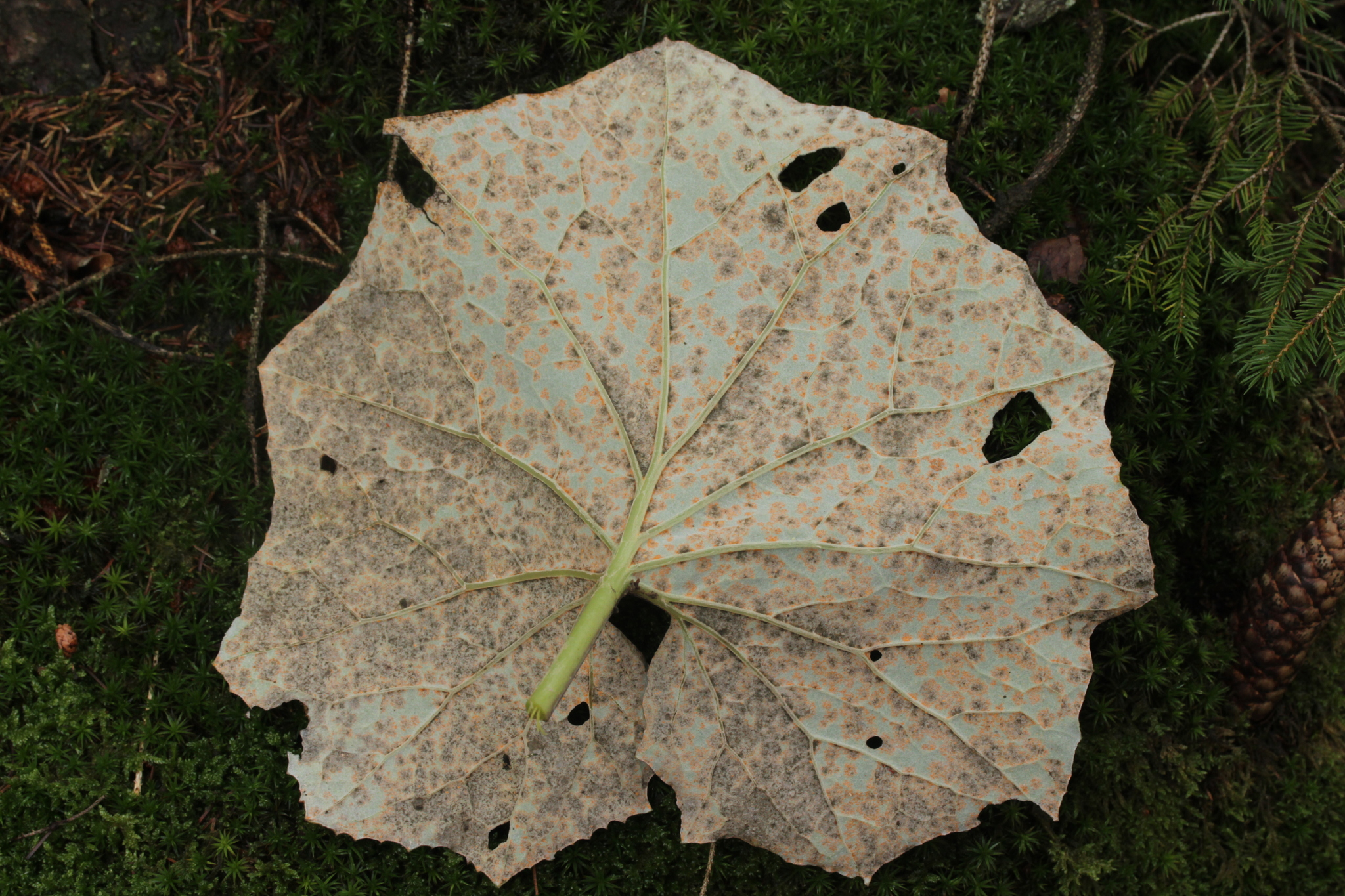
Unterseite eines Huflattichblattes mit Uredien

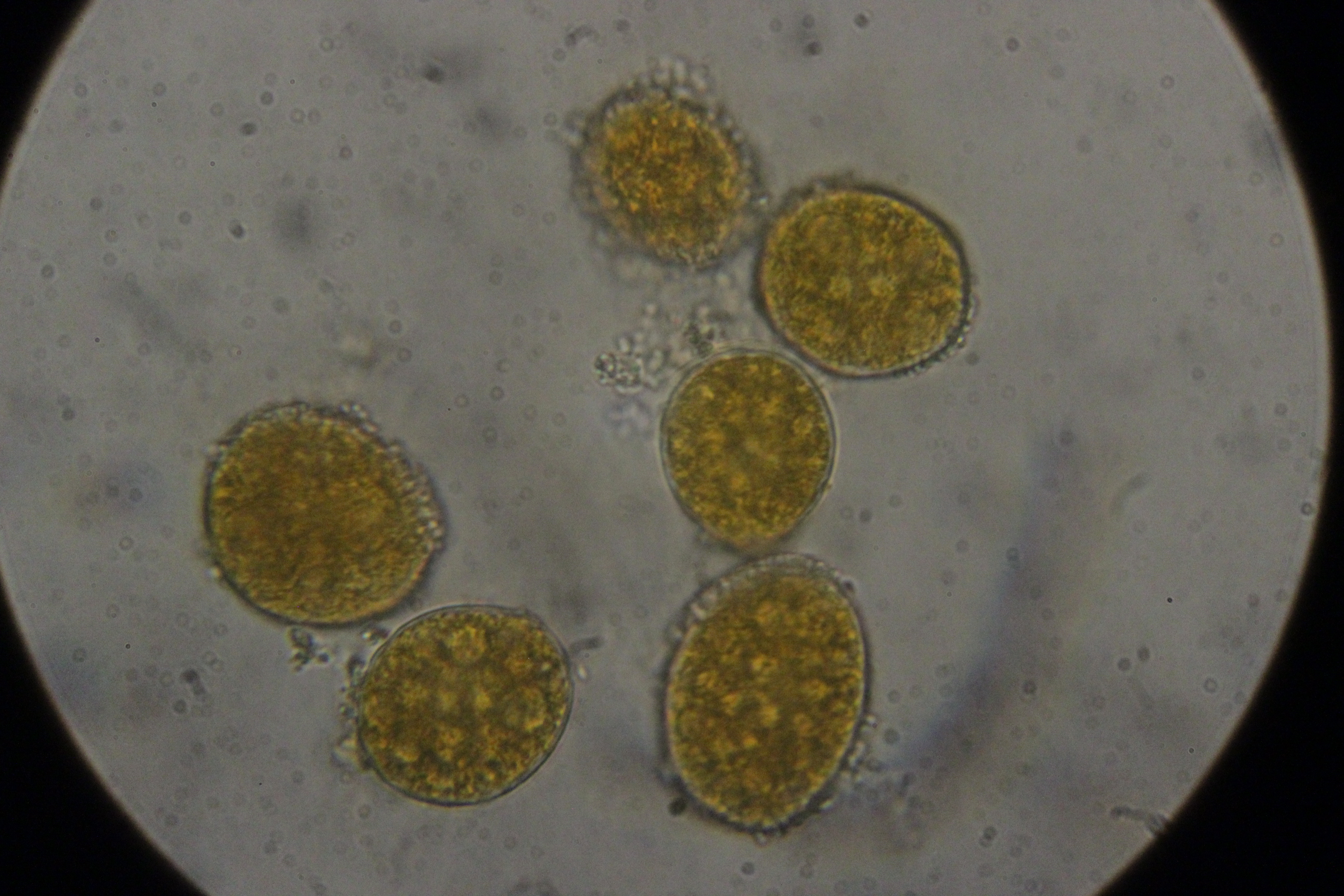
Uredosporen von Huflattich unter dem Mikroskop

Der Kiefernnadelrost bildet Sori auf Nadeln verschiedener zweinadeligen Kiefern, vor allem Waldkiefer, selten auch Bergkiefer und Schwarzkiefer. Die Spermogonien werden meist schon im vorjährigen Herbst gebildet und sind meist nadeloberseits, höckerförmig, gelb oder braun. Sie messen 0,5–0,8 mm. Die Aecidien wachsen auf beiden Seiten der Nadeln, sind gelb, seitlich zusammengedrückt, mit häutigem, sackartigem Saum. Sie sind 1–3 mm lang und 1–4 mm hoch und reißen unregelmäßig auf. Sie werden in Mitteleuropa von April bis Juni gebildet, auf Bergkiefer auch bis August. Die dichtwarzigen Aeciosporen sind 20 bis 40 µm lang und 16 bis 27 µm breit. Die Kiefern sind Nebenwirt des Rostpilzes. Nun kommt es ab Juni zu einem Wirtswechsel abhängig von der jeweiligen Formspezies. Beim Wirtswechsel auf den Hauptwirt Huflattich sind die knapp einen halben Millimeter großen Uredien lebhaft orangegelb, flach, manchmal mit Resten der Blattepidermis umgeben. Die Uredosporen sind 22 bis 32 µm lang und 15 bis 22 µm breit. Sie sind ungestielt, grobwarzig und werden in Ketten gebildet. Die Telien werden ab Juli auf der Blattunterseite gebildet. Sie sind rot, wachsartig-krustig, klein, aber oft zu großen Krusten zusammenfließend, Die Teliosporen sind ungestielt, palisadenartig verwachsen und prismatisch. Sie sind 60–140 µm lang und 15–28 µm. Die Wand am Sporenscheitel ist 10–21 µm dick.

## Wirtswechsel und ähnliche Arten
Die Uredo- und Teliosporen der verschiedenen Coleosporium-Arten können morphologisch in Europa nicht unterschieden werden. In der haploiden Phase kommen auch alle auf Kiefern vor. Die verschiedenen, beschriebenen Arten werden nun größtenteils als eine einzige Art angesehen. Nur durch den verschiedenen Wirtswechsel werden folgende Formspezies unterschieden:
- Wirtwechsel zu Alpendost (Adenostyles): Coleosporium cacaliae
- Wirtwechsel zu Hainsalat (Aposeris): Coleosporium aposeridis
- Wirtwechsel zu Ringelblume (Calendula): Coleosporium calendulae Speg.
- Wirtwechsel zu Glockenblumengewächsen (Campanulaceae): Coleosporium campanulae
- Wirtwechsel zu Wachsblume (Cerinthe): Coleosporium cerinthes
- Wirtwechsel zu Gemswurz (Doronicum): Coleosporium doronici
- Wirtwechsel zu Augentrost (Euphrasia), Zahntrost (Odontites), Klappertopf (Rhinanthus): Coleosporium euphrasiae
- Wirtwechsel zu Alant (Inula): Coleosporium inulae, das auch morphologisch unterschieden werden kann durch eine deutlich dickere Zellwand am Scheitel der Teliospore.[3]
- Wirtwechsel zu Goldkolben (Ligularia): Coleosporium ligulariae
- Wirtwechsel zu Wachtelweizen (Melampyrum): Coleosporium melampyri
- Wirtwechsel zu Pestwurz (Petasites): Coleosporium petasitis
- Wirtwechsel zu Kuhschelle (Pulsatilla): Coleosporium pulsatillae
- Wirtwechsel zu Kreuzkraut (Senecio, Tephroseris): Coleosporium senecionis
- Wirtwechsel zu Gänsedistel (Sonchus), auch Pippau, Rainkohl: Coleosporium sonchi
- Wirtwechsel zu Telekie (Telekia): Coleosporium telekiae
- Wirtwechsel zu Huflattich (Tussilago): Coleosporium tussilaginis

## Systematik
Coleosporium tussilaginis wurde 1801 von Christiaan Hendrik Persoon als Uredo tussilaginis erstbeschrieben. Joseph Henri Léveillé beschrieb die Art 1848 als Coleosporium tussilaginis, doch nur die 1854 von Edmond Tulasne beschriebene Art ist gültig.
Die meisten Autoren unterscheiden nicht mehr zwischen den einzelnen Formspezies und sehen Coleosporium tussilaginis als eine einzige Art in Europa. Benken et al. (2017) unterscheiden allerdings noch Coleosporium inulae, Coleosporium pulsatillae und eventuell Coleosporium petasitis.
Coleosporium solidaginis ist eine neue Art (Neomycet) auf eingeschleppten Goldruten (Solidago) aus Nordamerika.